# 森哲男
森 哲男（もり てつお、1952年（昭和27年）2月26日 - ）は、日本の政治家。元兵庫県三田市長（2期）。

## 来歴
大阪府羽曳野市出身。1977年（昭和52年）3月、大阪大学法学部卒業。同年4月、兵庫県庁に入庁。2012年（平成24年）3月、県庁を退職。同年4月、兵庫県生きがい創造協会理事長に就任。2014年（平成26年）4月、兵庫県いなみ野学園理事長兼学園長に就任。
2015年（平成27年）3月、両団体の役職を辞任。同年7月26日に行われた三田市長選挙に自由民主党の推薦を受けて出馬。元市議の笠谷圭司、元県議の芝野照久、元市議の肥後淳三らを破り初当選した。8月8日、市長に就任。選挙の結果は以下のとおり。
※当日有権者数：90,822人 最終投票率：41.74%（前回比：7.63pts）
| 候補者名 | 年齢 | 所属党派 | 新旧別 | 得票数   | 得票率 | 推薦・支持         |
| -------- | ---- | -------- | ------ | -------- | ------ | ------------------ |
| 森哲男   | 63   | 無所属   | 新     | 14,606票 | 39.33% | （推薦）自由民主党 |
| 笠谷圭司 | 35   | 無所属   | 新     | 9,773票  | 26.32% |                    |
| 芝野照久 | 63   | 無所属   | 新     | 7,630票  | 20.54% |                    |
| 肥後淳三 | 57   | 無所属   | 新     | 5,128票  | 13.81% |                    |

2019年（令和元年）7月21日に行われた市長選で、元市議の長谷川美樹と元加西市長の中川暢三を破り、再選。第25回参議院議員通常選挙と同日選挙だったため、投票率は54.74％と比較的高かった。
2023年（令和5年）7月23日に行われた市長選で、森のほか元銀行員の田村克也、元市議で2度目の挑戦の長谷川美樹、元市議の多宮健二で争い、森は自由民主党・立憲民主党・公明党・国民民主党から与野党相乗りで推薦、神戸市長の久元喜造の支援を受けたが、前明石市長の泉房穂から支援を受けた田村に1013票差の僅差で敗れた。
※当日有権者数：89,558人 最終投票率：42.60%（前回比：12.14pts）
| 候補者名   | 年齢 | 所属党派 | 新旧別 | 得票数   | 得票率 | 推薦・支持                                         |
| ---------- | ---- | -------- | ------ | -------- | ------ | -------------------------------------------------- |
| 田村克也   | 57   | 無所属   | 新     | 14,774票 | 39.38% |                                                    |
| 森哲男     | 71   | 無所属   | 現     | 13,761票 | 36.68% | （推薦）自由民主党・立憲民主党・公明党・国民民主党 |
| 長谷川美樹 | 72   | 無所属   | 新     | 6,541票  | 17.44% |                                                    |
| 多宮健二   | 53   | 無所属   | 新     | 2,439票  | 6.50%  |                                                    |

2024年（令和6年）春の叙勲で旭日小綬章受章。

## 市政
- 2019年（令和元年）10月11日、LGBTなど性的少数者のカップルが婚姻に相当する関係にあると認める「パートナーシップ宣誓制度」を導入した[11]。